# (3501) Olegiya
(3501) Olegiya (1971 QU) – planetoida z pasa głównego asteroid okrążająca Słońce w ciągu 5 lat w średniej odległości 2,92 j.a. Odkryła ją Tamara Smirnowa 18 sierpnia 1971 roku.